# Certified Public Accountant
Certified Public Accountant (CPA) é o titulo estatutário de contabilistas qualificados nos Estados Unidos que foram aprovados no Uniform Certified Public Accountant Examination e cumpriram com requerimentos adicionais de formação acadêmica e experiência para a certificação como CPA. Indivíduos que foram aprovados no Exame, mas não possuem a experiência prática ou possuem experiência, mas não deram continuidade a sua educação profissional, podem, em muitos estados, obter a designação de “CPA Inativo” ou termo equivalente. Na maioria dos estados americanos, apenas CPAs licenciados são capazes de fornecer declarações de parecer (incluindo auditoria) em relação a relatórios financeiros. As exceções a esta regra são os estados do Arizona, Kansas, Carolina do Norte e Ohio, onde, embora a designação do termo "CPA" seja restrita, a prática da auditoria não é.
Muitos estados possuem uma qualificação mais inferior de contabilistas (abaixo do nível “CPA”), geralmente intitulada “Public Accountant” (com letras designatórias “PA”). No entanto, a maioria dos estados encerrou a designação “Public Accountant” para novos entrantes, e apenas cerca de dez estados continuam a oferecer a designação. Muitos PAs pertencem à National Society of Accountants.
Muitos estados proíbem o uso das designações “Certified Public Accountant” ou “Public Accountant” (ou as abreviações “CPA” ou “PA”) por uma pessoa que não é certificada como CPA ou PA naquele estado. Como resultado, em muitas circunstâncias um CPA fora do estado não pode usar a designação de CPA até que uma licença ou certificação daquele estado seja obtida.
O estado do Texas ainda proíbe o uso das designações “contador” e “auditor” por uma pessoa que não seja certificada como CPA no Texas, a não ser que essa pessoa seja CPA em outro estado, não-residente no Texas e atenda aos requerimentos para a prática da profissão no Texas por empresas de CPA e profissionais fora do estado.
Muitos países também usam o título CPA para designar contadores públicos locais.

## Serviços oferecidos por CPAs
As principais funções do CPA envolvem serviços de assessoria ou contabilidade pública. Em serviços de assessoria, também conhecidos como serviços de auditoria financeira, os CPAs atestam a razoabilidade das informações, a ausência de grandes declarações incorretas, e o cumprimento aos princípios de contabilidade geralmente aceitos e aplicáveis (GAAP) em relatórios financeiros. Os CPAs também podem ser empregados em corporações – ou “setor privado” – em funções financeiras como Chief Financial Officer (CFO) ou gerente financeiro, ou como CEOs segundo seu conhecimento e prática. Esses CPAs não oferecem serviços diretamente ao público.
Embora alguns CPAs atuem como consultores de negócios, a função de consultoria esta sob forte escrutínio com o clima corporativo que se seguiu ao escândalo da Enron. Isso resultou em alienações nas divisões de consultoria em muitas empresas de contabilidade. Essa tendência vem sendo revertida desde então. Em auditorias, exige-se e sempre se exigiu, por padrões profissionais e leis estaduais e federais, que os CPAs mantenham independência (de fato e aparente) da entidade para a qual eles estão realizando um atestado (auditoria e revisão). No entanto, a maioria dos CPAs individuais que trabalham como consultores não atuam como auditores.
Os CPAs também possuem um nicho dentro da indústria de preparação de declarações de imposto de renda. Muitas pequenas e médias empresas possuem um departamento de impostos e auditoria.
Oferecendo serviços diretamente ao público ou empregados por corporações ou associações, os CPAs podem operar em praticamente qualquer área financeira, incluindo:
- Serviços de assessoria e atestados
- Finanças corporativas (fusão e aquisição, ofertas públicas iniciais, emissão de ações e títulos de dívida)
- Governança corporativa
- Planejamento patrimonial
- Contabilidade financeira
- Análise financeira
- Planejamento financeiro
- Contabilidade forense (prevenção, detecção e investigação de fraudes fiscais)
- Imposto de renda
- Tecnologia da informação, especialmente aplicada a contabilidade e auditoria
- Consultoria administrativa e gerenciamento de desempenho
- Preparação e planejamento de declarações de imposto
- Capital de risco

Embora alguns CPAs sejam generalistas e ofereçam um amplo leque de serviços (especialmente aqueles em pequenos escritórios), muitos CPAs se especializam em apenas uma área e não oferecem todos os serviços listados acima.

## Exame para CPA
Para se tornar um CPA nos Estados Unidos, o candidato deve realizar e ser aprovado no Uniform Certified Public Accountant Examination (Uniform CPA Exam), que é estabelecido pelo American Institute of Certified Public Accountants (AICPA) e administrado pela National Association of State Boards of Accountancy (NASBA). O CPA foi estabelecido pela lei em 17 de abril de 1896.
A elegibilidade para realizar o Uniform CPA Exam é determinada por State Boards of Accountancy individuais. Normalmente, o requerimento é um bacharelado de universidade americana que inclui um número mínimo de créditos em contabilidade e administração de empresas, além de 1 ano de estudo adicional. Esse requerimento de 5 anos de estudos é conhecido como “regra das 150 horas” e tem sido adotado pela maioria dos state boards, embora ainda haja algumas exceções (por exemplo, Califórnia). Esse requerimento exigindo 150 horas de estudo vem sendo adotado por 45 estados.
O Colorado State Board of Accountancy permite a Chartered Certified Accountants (ACCA), junto com Chartered Accountants de jurisdições elegíveis (Austrália, África do Sul, Canadá, Irlanda, Nova Zelândia) elegibilidade automática para realizar o Uniform CPA Exam como candidato no Colorado. Desde 9 de dezembro de 2009, membros da ACCA não são automaticamente elegíveis para realizar o Uniform CPA Exam.
Alguns contadores estrangeiros qualificados que buscam se tornar CPAs nos Estados Unidos podem ser elegíveis para realizar o International Qualification Examination como alternativa ao Uniform CPA Exam.
O Uniform CPA Exam verifica princípios gerais de leis, como a lei de contratos e agência (questões não adaptadas às variações de algum estado em particular) e algumas leis federais.

## Outras exigências para licenciamento e certificação
Embora o exame para CPA seja uniforme, os requerimentos para licenciamento e certificação são impostos separadamente pelas leis de cada estado e, portanto, variam de um estado para outro.
Os requerimentos estaduais para a qualificação para CPA podem ser resumidos em 3 Es – Educação, Exame e Experiência. A exigência de Educação normalmente deve ser cumprida como parte dos critérios de elegibilidade para realizar o Uniform CPA, e o item Exame é o próprio Uniform CPA. Alguns estados possuem um sistema de duas classificações, através do qual um indivíduo primeiro se certifica como CPA – geralmente sendo aprovado no exame para CPA. Esse indivíduo então seria elegível mais tarde para se licenciar uma vez que obtenha certa experiência. Outros estados possuem um sistema de classificação única, através do qual um indivíduo é certificado e licenciado ao mesmo tempo, quando ele é aprovado no exame para CPA e cumpre com os requerimentos de experiência.
Estados que adotam duas classificações incluem Alabama, Flórida, Illinois, Montana e Nebraska. A tendência é que estados que adotam duas classificações passem a usar apenas uma. Desde 2002, os State Boards de Washington e Dakota do Sul pararam de emitir “certificados” de CPA e, em vez disso, agora emitem “licenças” de CPA. Illinois planeja fazer o mesmo em 2012.
Vários estados adotam duas classificações, mas exigem experiência de trabalho para o certificado de CPA, como Ohio.

## Exigência de experiência de trabalho
O item de experiência varia de estado para estado:
- Os estados que adotam duas classificações geralmente não exigem experiência de trabalho para o certificado de CPA (é exigido para uma licença para atuar).
- Alguns estados, como Colorado e Massachusetts cancelam o requerimento de experiência de trabalho para aquelas pessoas com alta qualificação acadêmica eM comparação ao requerimento estadual para realizar o Uniform CPA
- A maioria dos estados exige que a experiência de trabalho envolva atuação como contador público. No entanto, um número cada vez maior de estados, incluindo Oregon, Virginia, Geórgia e Kentucky, aceitam experiência de natureza mais geral na área de contabilidade. Isso permite que profissionais obtenham a designação de CPA enquanto trabalham em funções financeiras em empresas.
- A maioria dos estados exige que a experiência de trabalho seja verificada por um CPA licenciado. Isso pode causar dificuldades para candidatos baseados fora dos Estados Unidos. No entanto, alguns estados, como Colorado e Oregon, também aceitam experiência profissional certificada por um Chartered Accountant.

### Ética
Mais de 40 state boards agora exigem que os candidatos a CPA realizem um exame especial sobre ética, que é o quinto exame em termos de requerimentos para se tornar um CPA. A maioria deles aceita o curso da AICPA ‘Ética Profissional para CPAs’ ou outro curso sobre ética profissional em geral. No entanto, muitos estados exigem que o curso de ética inclua uma revisão das regras específicas do estado para a prática profissional.

### Educação profissional continuada (EPC)
Os CPAs devem realizar cursos de educação continuada para renovar sua licença. As exigências variam de acordo com o estado, mas a grande maioria exige 120 horas de EPC a cada 3 anos, com um mínimo de 20 horas por ano-calendário. O requerimento pode ser cumprido ao frequentar seminários, webcasts ou estudo individual (livros, vídeos, cursos online – com uma prova para receber os créditos). Como parte da exigência de EPC, a maioria dos estados requer que seus CPAs realizem um curso sobre ética durante cada período de renovação. Novamente, os requerimentos envolvendo cursos de ética variam com o estado, mas os cursos normalmente têm de 2 a 8 horas.

### Atuação interestadual
Um contador deve atender aos requerimentos legais do estado no qual ele deseja atuar. Além disso, o termo “prática de contador público” e termos similares recebem status de definição de PA sob reciprocidade a um CPA licenciado em outro estado. CPAs de outros estados com requerimentos educacionais menos rigorosos podem não se beneficiar dessas provisões. Isso não afeta aqueles CPAs que não planejam oferecer serviços diretamente ao público. Além disso, a maioria dos estados concede direitos temporários de atuação a um CPA de outro estado.

### Mobilidade de atuação
Nos últimos anos, a mobilidade de atuação para CPAs se tornou um grande alvo de preocupações. A mobilidade de atuação para CPAs é a capacidade de uma licença de obter privilégio de prática fora de seu estado original sem obter licença adicional em outro estado onde o profissional atendera um cliente.
Como a era eletrônica fez com que os negócios entre estados se tornassem uma realidade cotidiana, existe uma necessidade crítica de que os estados adotem um sistema uniforme de mobilidade que permita a CPAs licenciados oferecer serviços fora de seus estados sem empecilhos desnecessários que não protegem o interesse público.
Atualmente, cada estado possui suas próprias regras, regulamentações e requerimentos para permitir que CPAs de fora do estado prestem serviços no estado, resultando num sistema não-integrado ineficiente e cada vez mais difícil de operar.
O American Institute of Certified Public Accountants (AICPA) e a National Association of State Boards of Accountancy (NASBA) analisaram o sistema atual para obtenção de privilégios de atuação fora das fronteiras estaduais e concluíram que ele simplesmente não funciona.
O cumprimento e a fiscalização do sistema atual são quase impossíveis, com vários processos complicados e disparidades nos requerimentos e taxas cobradas. A realidade do ambiente de negócios, incluindo um aumento do comércio interestadual e tecnologias virtuais, exige um sistema uniforme que permita a prática fluida além das fronteiras estaduais.
A implementação de uma provisão uniforme permitiria aos consumidores receber serviços oportunos do CPA mais adequado para o trabalho, independente de sua localização, sem os obstáculos de solicitações, formulários e custos desnecessários que não protegem o interesse público.
Os negócios hoje muitas vezes se localizam em diferentes estados e possuem responsabilidades em diferentes jurisdições. Um processo uniforme daria aos CPAs a flexibilidade de melhor atender a esses clientes.
A adoção uniforme da provisão de equivalência incluída no Uniform Accountancy Act (modelo de projeto de lei para a regulamentação da profissão de CPA elaborada e endossada conjuntamente pela AICPA e NASBA) criaria um sistema similar ao da carteira de motorista, oferecendo aos CPAs mobilidade, ao mesmo tempo retendo e reforçando a capacidade dos state boards de proteger o interesse público.
Antes de 2007, quatro estados (Ohio, Missouri, Virginia e Wisconsin) tinham leis de mobilidade de atuação em vigor para CPAs. Em 2007, mais sete estados (Tennessee, Texas, Illinois, Indiana, Maine, Rhode Island e Louisiana) decretaram novas leis de mobilidade de atuação para CPAs.
Desde 29 de abril de 2009, um total de 39 estados promulgaram essa lei. São eles: Arkansas, Arizona, Colorado, Connecticut, Delaware, Flórida, Geórgia, Idaho, Illinois, Iowa, Indiana, Kansas, Kentucky, Louisiana, Maine, Maryland, Michigan, Minnesota, Mississippi, Missouri, Montana, Nebraska, New Jersey, New Mexico, Dakota do Norte, Ohio, Oklahoma, Pensilvânia, Rhode Island, Carolina do Sul, Dakota do Sul, Tennessee, Texas, Utah, Virginia, Washington, West Virginia, Wisconsin e Wyoming.
Além disso, 8 outros estados possuem legislação pendente (Alabama, Havaí, Massachusetts, Nevada, New Hampshire, Carolina do Norte, Oregon e Vermont). Está previsto que até o final de 2009 45 estados tenham promulgado uma legislação de mobilidade.

### Associação ao AICPA
A designação de CPA é concedida por state boards individuais, não pelo American Institute of Certified Public Accountants (AICPA). A associação ao (AICPA) não é obrigatória para os CPAs, embora alguns CPAs se associem. Para se tornar membro integral do (AICPA), o candidato deve possuir um certificado ou licença de CPA válido de pelo menos um dos cinquenta e cinco estados/territórios americanos; alguns requerimentos adicionais podem se aplicar.
Os membros do AICPA aprovaram uma proposta de ementa de estatuto para tornar elegíveis para associação com direito a voto indivíduos que anteriormente tiveram um certificado/licença de CPA ou cumpriram com todos os requerimentos para certificação de CPA de acordo com o Uniform Accountancy Act (UAA).  O AICPA anunciou seus planos de aceitar solicitações de indivíduos que atendem a esses critérios, a partir de 1º de janeiro de 2011.
Associação a uma sociedade estadual de CPAs
Os CPAs também podem optar por se tornarem membros de sua associação ou sociedade estadual local. Os benefícios da associação a um grupo local vão de grandes descontos em seminários que contam para créditos de educação continuada à proteção dos interesses públicos e da profissão, ao monitorar e fazer lobby em questões legislativas que afetam temas relativos a impostos estaduais e planejamento financeiro.
Os CPAs que mantêm associações a grupos de CPAs estaduais devem obedecer a um código de conduta profissional (além de qualquer código exigido pela autoridade regulatória estadual), garantindo aos clientes que o CPA é um profissional de ética que conduz negócios legítimos e que pode ser confiado com questões confidenciais pessoais e financeiras. Associações locais de CPAs também atendem à comunidade ao fornecer informações e recursos sobre a profissão de CPA, recebendo questionamentos de alunos, profissionais e do público em geral.
Os CPAs normalmente não estão restritos à associação na sociedade de CPAs do estado no qual residem ou possuem licença ou certificado. Muitos CPAs que moram perto da fronteira estadual ou que possuem status de CPA em mais de um estado podem se associar a mais de uma sociedade de CPAs.

## Serviços oferecidos no âmbito transnacional: Drummond CPA LLC
A crescente globalização dos negócios teve por consequência natural uma crescente preocupação com os padrões contábeis adotados por empresas transnacionais. Diversos países, tendo esta preocupação em mente, iniciaram mudanças legislativas e regulatórias no intuito de uniformizarem suas práticas de contabilidade, a fim de facilitarem a integração dos negócios globais.
Neste contexto surgiu um amplo mercado de atuação para CPAs licenciados nos EUA que buscam prestar serviços a empresas que têm interesse em abrir negócios em solo americano ou precisam compatibilizar sua contabilidade com os novos parâmetros globais.
Em razão da complexidade da legislação tributária americana, dividida entre a União e os Estados federados, estas empresas tendem a procurar CPAs para lidarem com os seus aspectos contábeis e fiscais.
Deste movimento decorreu uma grande oportunidade de trabalho para indivíduos que buscam a certificação de CPA, pois uma ampla gama de CPAs e de empresas que empregam CPAs passaram a explorar este mercado, entre elas Drummond CPA LLC.